# Takamatsu
Takamatsu (高松市 (Cao Tùng thị)) là thành phố và thủ phủ thuộc tỉnh Kagawa, Nhật Bản. Tính đến ngày 1 tháng 10 năm 2020, dân số ước tính thành phố là 417.496 và mật độ dân số là 1.100 người/km2. Tổng diện tích thị trấn là 375,4 km2.

## Địa lý

### Đô thị lân cận
- Kagawa
  - Sakaide
  - Sanuki
  - Miki
  - Ayagawa
  - Honnō
- Tokushima
  - Mima

### Khí hậu
| Dữ liệu khí hậu của Takamatsu            | Dữ liệu khí hậu của Takamatsu | Dữ liệu khí hậu của Takamatsu | Dữ liệu khí hậu của Takamatsu | Dữ liệu khí hậu của Takamatsu | Dữ liệu khí hậu của Takamatsu | Dữ liệu khí hậu của Takamatsu | Dữ liệu khí hậu của Takamatsu | Dữ liệu khí hậu của Takamatsu | Dữ liệu khí hậu của Takamatsu | Dữ liệu khí hậu của Takamatsu | Dữ liệu khí hậu của Takamatsu | Dữ liệu khí hậu của Takamatsu | Dữ liệu khí hậu của Takamatsu |
| Tháng                                    | 1                             | 2                             | 3                             | 4                             | 5                             | 6                             | 7                             | 8                             | 9                             | 10                            | 11                            | 12                            | Năm                           |
| ---------------------------------------- | ----------------------------- | ----------------------------- | ----------------------------- | ----------------------------- | ----------------------------- | ----------------------------- | ----------------------------- | ----------------------------- | ----------------------------- | ----------------------------- | ----------------------------- | ----------------------------- | ----------------------------- |
| Cao kỉ lục °C (°F)                       | 18.9 (66.0)                   | 24.0 (75.2)                   | 25.5 (77.9)                   | 30.9 (87.6)                   | 32.6 (90.7)                   | 36.5 (97.7)                   | 38.2 (100.8)                  | 38.6 (101.5)                  | 37.6 (99.7)                   | 34.0 (93.2)                   | 26.6 (79.9)                   | 21.2 (70.2)                   | 38.6 (101.5)                  |
| Trung bình ngày tối đa °C (°F)           | 9.7 (49.5)                    | 10.5 (50.9)                   | 14.1 (57.4)                   | 19.8 (67.6)                   | 24.8 (76.6)                   | 27.5 (81.5)                   | 31.7 (89.1)                   | 33.0 (91.4)                   | 28.8 (83.8)                   | 23.2 (73.8)                   | 17.5 (63.5)                   | 12.1 (53.8)                   | 21.1 (70.0)                   |
| Trung bình ngày °C (°F)                  | 5.9 (42.6)                    | 6.3 (43.3)                    | 9.4 (48.9)                    | 14.7 (58.5)                   | 19.8 (67.6)                   | 23.3 (73.9)                   | 27.5 (81.5)                   | 28.6 (83.5)                   | 24.7 (76.5)                   | 19.0 (66.2)                   | 13.2 (55.8)                   | 8.1 (46.6)                    | 16.7 (62.1)                   |
| Tối thiểu trung bình ngày °C (°F)        | 2.1 (35.8)                    | 2.2 (36.0)                    | 5.0 (41.0)                    | 9.9 (49.8)                    | 15.1 (59.2)                   | 19.8 (67.6)                   | 24.1 (75.4)                   | 25.1 (77.2)                   | 21.2 (70.2)                   | 15.1 (59.2)                   | 9.1 (48.4)                    | 4.3 (39.7)                    | 12.8 (55.0)                   |
| Thấp kỉ lục °C (°F)                      | −7.7 (18.1)                   | −6.0 (21.2)                   | −4.4 (24.1)                   | −2.4 (27.7)                   | 2.8 (37.0)                    | 7.5 (45.5)                    | 15.3 (59.5)                   | 15.8 (60.4)                   | 9.4 (48.9)                    | 2.0 (35.6)                    | −1.8 (28.8)                   | −5.3 (22.5)                   | −7.7 (18.1)                   |
| Lượng Giáng thủy trung bình mm (inches)  | 39.4 (1.55)                   | 45.8 (1.80)                   | 81.4 (3.20)                   | 74.6 (2.94)                   | 100.9 (3.97)                  | 153.1 (6.03)                  | 159.8 (6.29)                  | 106.0 (4.17)                  | 167.4 (6.59)                  | 120.1 (4.73)                  | 55.0 (2.17)                   | 46.7 (1.84)                   | 1.150,1 (45.28)               |
| Lượng tuyết rơi trung bình cm (inches)   | 0 (0)                         | 1 (0.4)                       | 0 (0)                         | 0 (0)                         | 0 (0)                         | 0 (0)                         | 0 (0)                         | 0 (0)                         | 0 (0)                         | 0 (0)                         | 0 (0)                         | 0 (0)                         | 1 (0.4)                       |
| Số ngày giáng thủy trung bình (≥ 0.5 mm) | 7.5                           | 8.0                           | 10.8                          | 10.1                          | 9.4                           | 11.5                          | 10.5                          | 7.9                           | 10.5                          | 9.3                           | 7.8                           | 7.9                           | 111.3                         |
| Độ ẩm tương đối trung bình (%)           | 63                            | 63                            | 62                            | 62                            | 64                            | 72                            | 73                            | 70                            | 72                            | 70                            | 69                            | 66                            | 67                            |
| Số giờ nắng trung bình tháng             | 141.4                         | 143.8                         | 175.0                         | 194.5                         | 210.1                         | 158.2                         | 191.8                         | 221.2                         | 159.6                         | 164.6                         | 145.5                         | 142.7                         | 2.046,5                       |
| Nguồn: Cục Khí tượng Nhật Bản            |                               |                               |                               |                               |                               |                               |                               |                               |                               |                               |                               |                               |                               |

| Dữ liệu khí hậu của Kōnan, Takamatsu     | Dữ liệu khí hậu của Kōnan, Takamatsu | Dữ liệu khí hậu của Kōnan, Takamatsu | Dữ liệu khí hậu của Kōnan, Takamatsu | Dữ liệu khí hậu của Kōnan, Takamatsu | Dữ liệu khí hậu của Kōnan, Takamatsu | Dữ liệu khí hậu của Kōnan, Takamatsu | Dữ liệu khí hậu của Kōnan, Takamatsu | Dữ liệu khí hậu của Kōnan, Takamatsu | Dữ liệu khí hậu của Kōnan, Takamatsu | Dữ liệu khí hậu của Kōnan, Takamatsu | Dữ liệu khí hậu của Kōnan, Takamatsu | Dữ liệu khí hậu của Kōnan, Takamatsu | Dữ liệu khí hậu của Kōnan, Takamatsu |
| Tháng                                    | 1                                    | 2                                    | 3                                    | 4                                    | 5                                    | 6                                    | 7                                    | 8                                    | 9                                    | 10                                   | 11                                   | 12                                   | Năm                                  |
| ---------------------------------------- | ------------------------------------ | ------------------------------------ | ------------------------------------ | ------------------------------------ | ------------------------------------ | ------------------------------------ | ------------------------------------ | ------------------------------------ | ------------------------------------ | ------------------------------------ | ------------------------------------ | ------------------------------------ | ------------------------------------ |
| Cao kỉ lục °C (°F)                       | 16.6 (61.9)                          | 22.8 (73.0)                          | 25.2 (77.4)                          | 29.6 (85.3)                          | 31.9 (89.4)                          | 34.8 (94.6)                          | 36.0 (96.8)                          | 37.8 (100.0)                         | 35.5 (95.9)                          | 31.9 (89.4)                          | 26.1 (79.0)                          | 19.4 (66.9)                          | 37.8 (100.0)                         |
| Trung bình ngày tối đa °C (°F)           | 8.2 (46.8)                           | 9.3 (48.7)                           | 13.1 (55.6)                          | 18.8 (65.8)                          | 23.7 (74.7)                          | 26.4 (79.5)                          | 30.2 (86.4)                          | 31.7 (89.1)                          | 27.5 (81.5)                          | 21.9 (71.4)                          | 16.3 (61.3)                          | 10.5 (50.9)                          | 19.8 (67.6)                          |
| Trung bình ngày °C (°F)                  | 4.1 (39.4)                           | 4.9 (40.8)                           | 8.0 (46.4)                           | 13.3 (55.9)                          | 18.3 (64.9)                          | 21.8 (71.2)                          | 25.6 (78.1)                          | 26.7 (80.1)                          | 22.8 (73.0)                          | 17.3 (63.1)                          | 11.8 (53.2)                          | 6.5 (43.7)                           | 15.1 (59.2)                          |
| Tối thiểu trung bình ngày °C (°F)        | 0.4 (32.7)                           | 0.7 (33.3)                           | 3.0 (37.4)                           | 7.9 (46.2)                           | 13.0 (55.4)                          | 17.7 (63.9)                          | 22.0 (71.6)                          | 22.8 (73.0)                          | 19.1 (66.4)                          | 13.3 (55.9)                          | 7.7 (45.9)                           | 2.7 (36.9)                           | 10.9 (51.5)                          |
| Thấp kỉ lục °C (°F)                      | −5.6 (21.9)                          | −5.5 (22.1)                          | −3.6 (25.5)                          | −1.1 (30.0)                          | 2.9 (37.2)                           | 9.7 (49.5)                           | 16.3 (61.3)                          | 15.9 (60.6)                          | 11.0 (51.8)                          | 4.6 (40.3)                           | −0.4 (31.3)                          | −4.9 (23.2)                          | −5.6 (21.9)                          |
| Lượng Giáng thủy trung bình mm (inches)  | 41.0 (1.61)                          | 54.8 (2.16)                          | 84.8 (3.34)                          | 77.8 (3.06)                          | 105.5 (4.15)                         | 160.7 (6.33)                         | 193.2 (7.61)                         | 150.1 (5.91)                         | 214.4 (8.44)                         | 148.4 (5.84)                         | 64.4 (2.54)                          | 59.0 (2.32)                          | 1.353,9 (53.30)                      |
| Số ngày giáng thủy trung bình (≥ 1.0 mm) | 6.6                                  | 8.4                                  | 10.1                                 | 9.8                                  | 8.3                                  | 11.1                                 | 10.5                                 | 8.7                                  | 10.2                                 | 8.5                                  | 8.0                                  | 7.9                                  | 108.1                                |
| Nguồn: Cục Khí tượng Nhật Bản            |                                      |                                      |                                      |                                      |                                      |                                      |                                      |                                      |                                      |                                      |                                      |                                      |                                      |

## Giao thông

### Sân bay
- Sân bay Takamatsu

### Đường sắt
Công ty Đường sắt Shikoku - Tuyến Yosan
- Takamatsu - Kōzai - Kinashi - Hashioka - Kokubu

 Công ty Đường sắt Shikoku - Tuyến Kōtoku
- Sanuki-Mure - Yakuriguchi - Furutakamatsu-Minami - Yashima -  Kitachō - Ritsurin - Ritsurin-Kōen-Kitaguchi - Shōwachō - Takamatsu

 Đường sắt Điện Takamatsu-Kotohira - Tuyến Kotoden Kotohira
- Takamatsu-Chikkō- Kataharamachi - Kawaramachi - Ritsurin-Kōen - Sanjō - Fuseishi - Ōta - Busshōzan - Kūkō-dōri - Ichinomiya - Enza - Okamoto

 Đường sắt Điện Takamatsu-Kotohira - Tuyến Kotoden Nagao
- (Takamatsu-Chikkō - Kataharamachi) - Kawaramachi - Hanazono - Hayashimichi - Kita-Higashiguchi - Motoyama - Mizuta - Nishi-Maeda -Takata

 Đường sắt Điện Takamatsu-Kotohira - Tuyến Kotoden Shido
- Kawaramachi - Imabashi - Matsushima-Nichōme - Oki-Matsushima - Kasugagawa - Katamoto - Kotoden-Yashima - Furu-Takamatsu - Yakuri - Rokumanji - Ōmachi - Yakuri-Shinmichi - Shioya - Fusazaki - Hara

### Cao tốc/Xa lộ
- Cao tốc Takamatsu
- Quốc lộ 11
- Quốc lộ 30
- Quốc lộ 32
- Quốc lộ 193
- Quốc lộ 377
- Quốc lộ 436
- Quốc lộ 492